# 埃爾托羅 (蘇利亞州)
10°57′24.01″N 71°39′19.01″W / 10.9566694°N 71.6552806°W
埃爾托羅（西班牙語：El Toro），是委內瑞拉的城鎮，位於該國西北部蘇利亞州，是帕迪拉海軍上將市的首府，處於馬拉開波湖和委內瑞拉灣之間，始建於1774年。